# Station Bourne End
Bourne End is een spoorwegstation van National Rail in Bourne End, Wycombe in Engeland. Het station is eigendom van Network Rail en wordt beheerd door Great Western Railway. Het station is geopend in 1873.

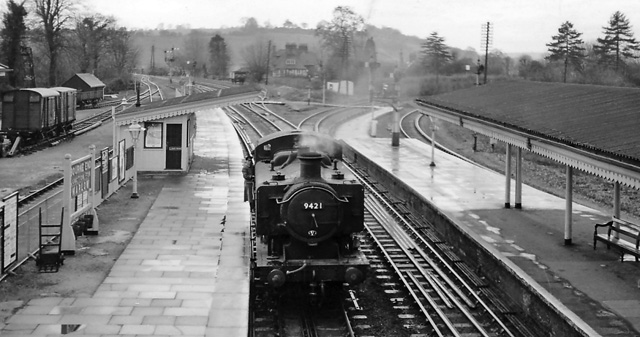
Station Bourne End, 1959